# Ą̊
Ą̊, ą̊ (A с кружком сверху и огонэком) — буква расширенной латиницы. Используется в эльвдальском диалекте шведского языка, где обозначает звук [õ].